# Idag är sista dagen på resten av ditt liv
Idag är sista dagen på resten av ditt liv (tyska: Heute ist der letzte Tag vom Rest deines Lebens) är en självbiografisk serieroman av tysk-österrikiska Ulli Lust. Den berättar om den 17-åriga Ullis resande i främmande land och har sedan originalutgivningen 2009 översatts till ett antal språk och blivit rikligt prisbelönt. Den svenska utgåvan belönades med 2013 års Urhunden.

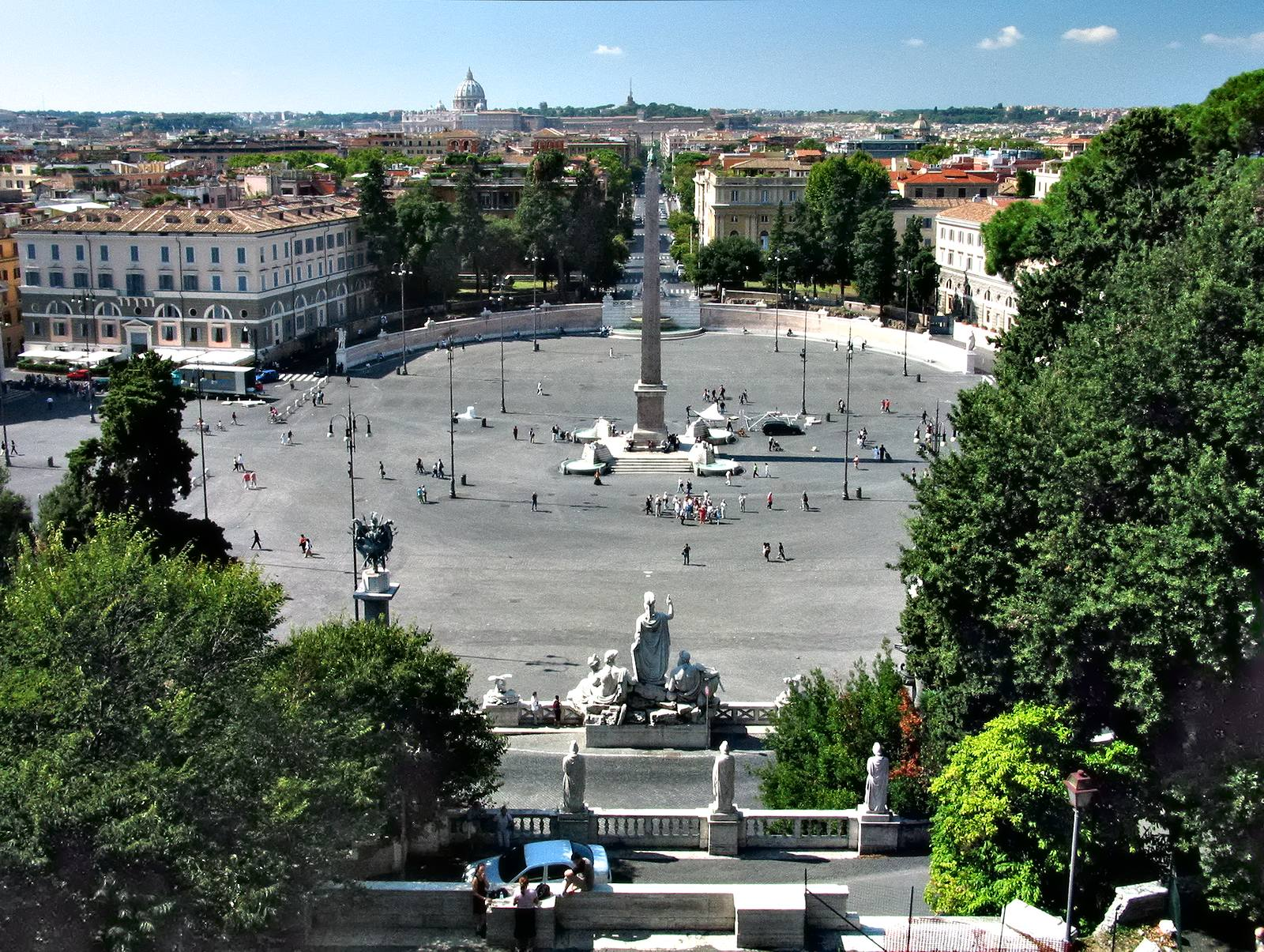
Ulli kommer bland annat till Roms Piazza del Popolo med dess park Pincio.

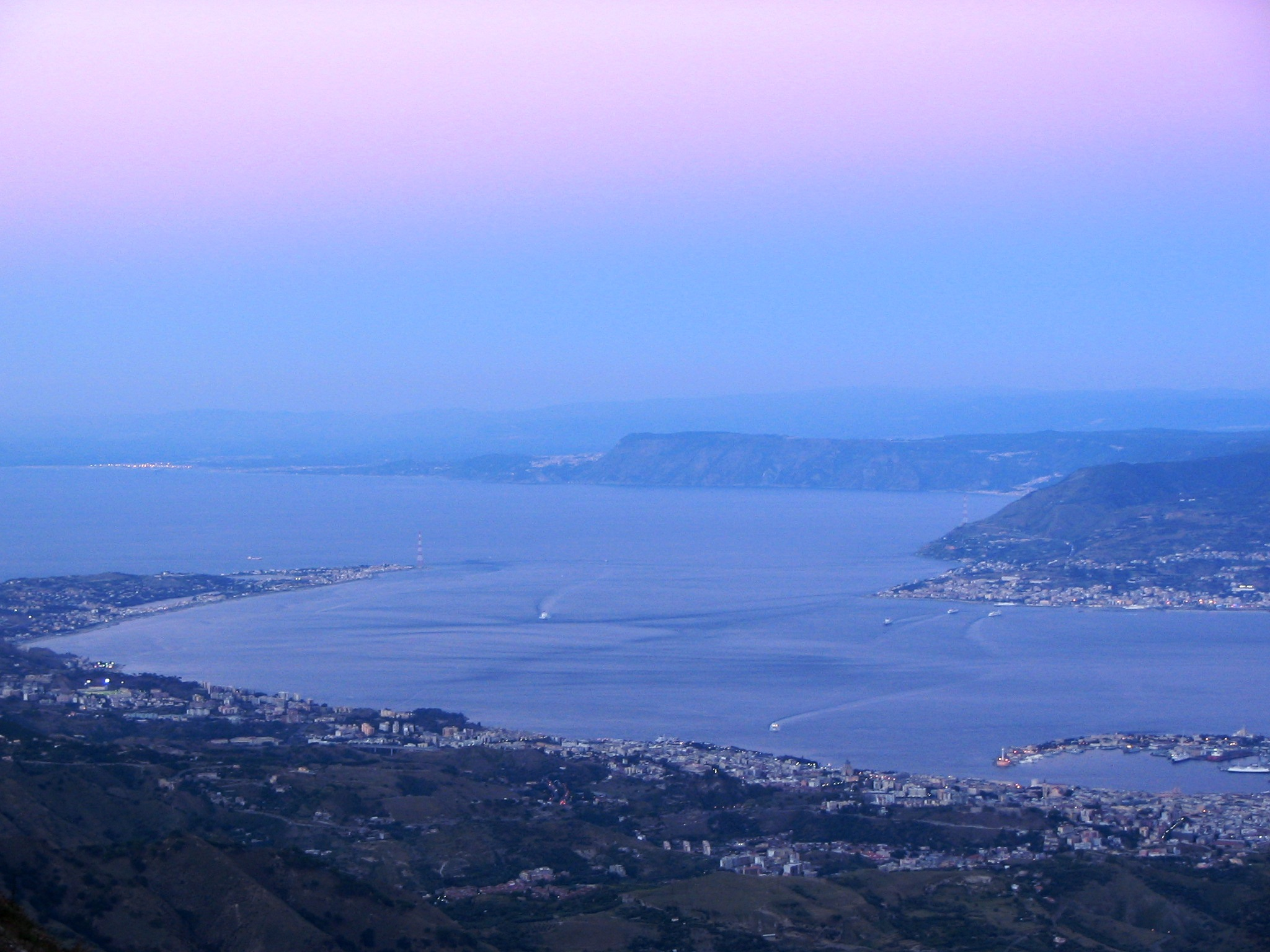
Italien sett från Sicilien – Ullis mål för resan.

## Handling
Historien handlar om den 17-åriga Ulli. Hon lämnar Wien för att bila till Italien med sin nyfunna själsfrände Edi. De två punkbrudarna åker iväg utan vare sig pengar eller papper och har bara en sovsäck. Via Alperna, Verona, Rom och Neapel når de Sicilien. Den impulsiva, två månader långa resan, som kommer att ge dem gott om livserfarenheter, berättas osentimentalt och med en dos av svart humor. Det tyska förlaget Avant-Verlag beskriver historien som "ett komedidrama om frihetens pris, familjekonflikter och forlorad tillit", recensionen i Dagens Nyheter som en "självbiografisk expedition".

## Produktion och mottagande
Den 462 sidor tjocka, självbiografiska serieromanen har sedan originalutgivningen 2009 översatts till ett antal olika språk och fått motta ett flertal internationella serieutmärkelser.

### Utgivning
- 2009 – Heute ist der letzte Tag vom Rest deines Lebens, Avant-Verlag. ISBN 978-3-939080-36-7 (tyska)
  - 2010 – Trop n'est pas assez, Éditions Çà et là, ISBN 978-2-916207-46-9 (franska)
  - 2011 – Hoy es el último día del resto de tu vida, La Cúpula (spanska)
  - 2011 – I dag er den siste dagen i resten av ditt liv , No Comprendo Press. (bokmål)
  - 2012 – Idag är sista dagen på resten av ditt liv, Kolik förlag (svenska)
  - 2013 – Today is the Last Day of the Rest of Your Life, Fantagraphics. ISBN 978-1-606995-57-0 (engelska)
  - 2013 – Troppo non è mai abbastanza, Coconino Press. ISBN 978-8-876182-17-4 (italienska)[4]
  - 2013 – Tänään on loppuelämäsi viimeinen päivä, Like. ISBN 978-952-01-0871-7 (finska)[5]

### Utmärkelser
- 2009 –  Freistil online: Bester Deutscher Comic
- 2010 –  Max-und-Moritz-Preis (publikpriset), Erlangen
- 2010 –  ICOM-Preis för "bästa tyska (alternativ)serie"[6]
- 2011 –  Prix Artémisia[7]
- 2011 –  Le Fauve d'Angoulême – Prix Révélation, Seriefestivalen i Angoulême[8]
- 2013 –  Urhunden för bästa översatta seriebok